# Nomorhamphus philippina
Nomorhamphus philippina är en fiskart som först beskrevs av Ladiges 1972.  Nomorhamphus philippina ingår i släktet Nomorhamphus och familjen Hemiramphidae. Inga underarter finns listade i Catalogue of Life.